# Bartolomé Carducho

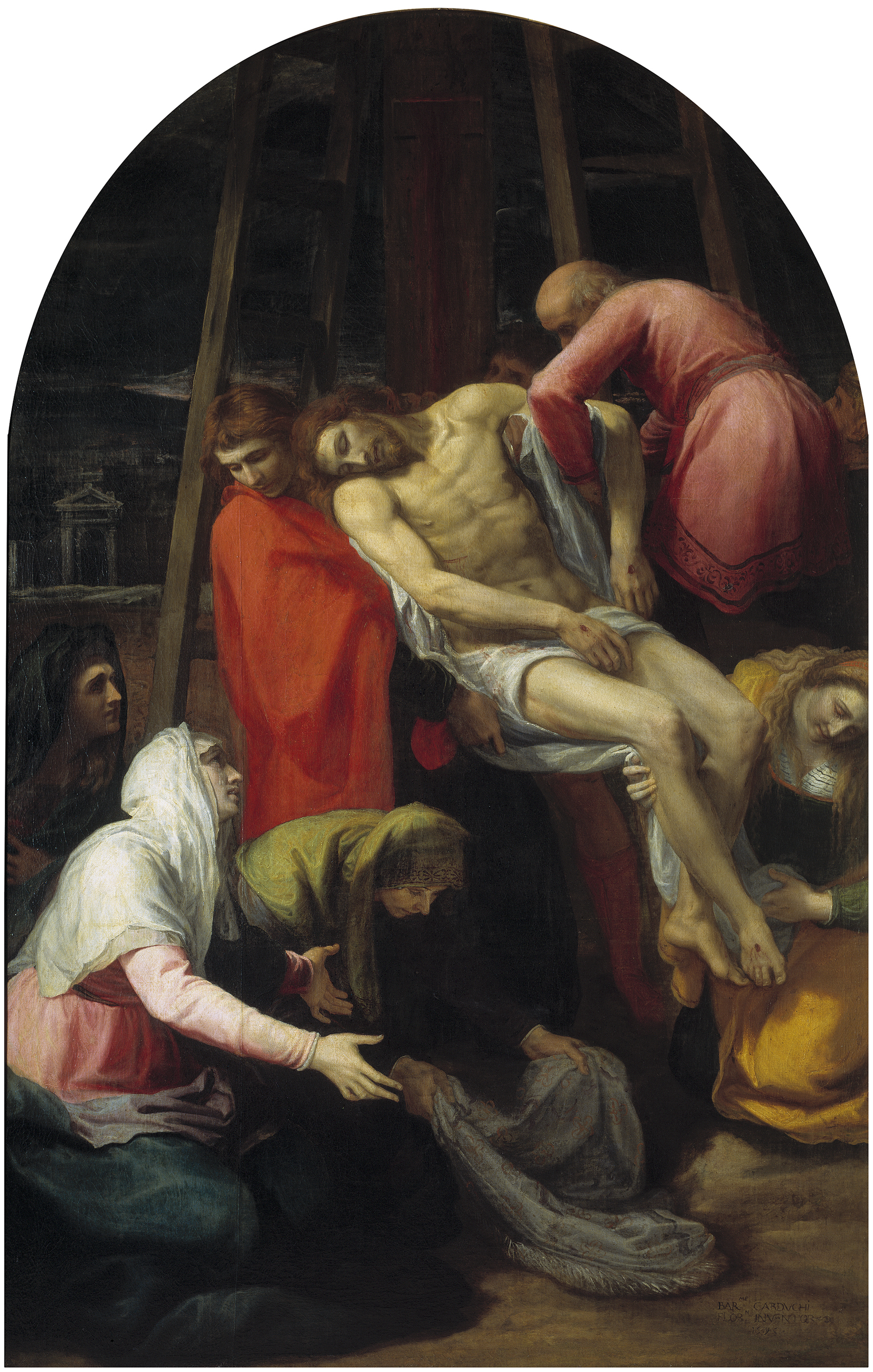
Descendimiento (Madrid, Museo del Prado).

Bartolomeo Carducci o Carduccio, españolizado: Bartolomé Carducho (Florencia, República de Florencia, c. 1560-El Pardo, 14 de noviembre de 1608), pintor italiano que realizó gran parte de su obra en España.

## Biografía
En su ciudad natal fue discípulo de Bartolomeo Ammanati, trabajando en estuco. De allí fue a Roma para posteriormente trabajar a las órdenes de Federico Zuccaro en la cúpula de la catedral de Florencia.
En 1585 se trasladó a España junto con Zuccaro y su hermano Vicente Carducho para trabajar en la realización de frescos en el monasterio de El Escorial, donde fueron oficialmente recibidos el 20 de enero de 1586. Allí realizaron los vanos del retablo mayor: Cristo con la cruz a cuestas, La flagelación, Venida del Espíritu Santo, Asunción de la Virgen, Resurrección del Señor.
La siguiente obra de Zuccaro fue el cuadro Adoración de los Reyes que no tuvo la admiración esperada por parte de Felipe II. Zuccaro decidió volver a Italia, dejando a Pellegrino Tibaldi como maestro principal, y a Carduccio como su ayudante, para la realización del retablo mayor: San Lorenzo, La adoración de los pastores y La adoración de los reyes.
Tras la marcha de Tibaldi, Bartolomé Carducho realizó unos frescos en la Real Biblioteca, secundando el trabajo efectuado por Pellegrino Tibaldi en el techo. Carducho representó Las siete artes liberales: La dialéctica, La retórica, La aritmética, La música, La gramática...
Teniendo como discípulo a Francisco López, pinta el retablo mayor de la iglesia del Convento de San Felipe el Real en Madrid.
En 1598 fue nombrado pintor de cámara de Felipe III y pintó en la parroquia de San Andrés en Valladolid, cosechando la amistad del escultor Pompeyo Leoni y el pintor Pantoja de la Cruz. Pintó los notables Retablos relicarios de San Diego de Valladolid, 1604-1606, que se exponen en el Museo Nacional Colegio de San Gregorio, de esa ciudad. Su último trabajo (que no pudo terminar) fue un conjunto de frescos en el Palacio del Pardo, que emprendió tras el incendio que sufrió dicho edificio en 1604. Su hermano Vincenzo le sucedería como pintor de cámara de Felipe III.
En sus obras españolas mantiene el estilo italianizante con fuertes influencias del manierismo toscano aunque algo moderado por cierta adustez castellana, acorde con el estilo arquitectónico predominante en El Escorial y el arte de los países católicos al inicio de la Contrarreforma.

## Obras principales
- Muerte de san Francisco (1593; Lisboa, Museu Nacional de Arte Antiga).
- Descendimiento (1595; Madrid, Museo del Prado).
- La Última Cena (1605; Madrid, Museo del Prado).
- San Jerónimo penitente (1606; Madrid, Real Academia de Bellas Artes de San Fernando).[1]